# フィン・ファン・ブレーメン
フィン・ファン・ブレーメン（Finn van Breemen、2003年2月25日 - ）は、オランダ・南ホラント州パイナーケル出身のサッカー選手。スイス・スーパーリーグ・FCバーゼル所属。ポジションはDF。

## クラブ経歴
2012年にADOデン・ハーグの下部組織へ入団し、2022年5月6日、エールステ・ディヴィジのFCエメン戦にてプロデビューを果たした。2021-22シーズン終了後にクラブとの契約を2024年6月末まで延長すると、2022-23シーズンは負傷による離脱がありながらもリーグ戦18試合に出場した。
2023年6月20日、2023-24シーズンからFCバーゼルへ移籍することが決定し、4年契約を結んだ。